# Kruševačka Planina
Kruševačka Planina är ett berg i Kosovo. Det ligger i den södra delen av landet, 100 km sydväst om huvudstaden Priština. Toppen på Kruševačka Planina är 2 048 meter över havet, eller 208 meter över den omgivande terrängen. Bredden vid basen är 3,8 km.
Terrängen runt Kruševačka Planina är huvudsakligen kuperad. Runt Kruševačka Planina är det ganska tätbefolkat, med 80 invånare per kvadratkilometer. Närmaste större samhälle är Dragash, 13,4 km norr om Kruševačka Planina. Trakten runt Kruševačka Planina består till största delen av jordbruksmark.